# Antequera (Gerichtsbezirk)
Der Gerichtsbezirk Antequera ist einer der elf Gerichtsbezirke in der Provinz Málaga.
Der Bezirk umfasst 12 Gemeinden auf einer Fläche von 1.718,80 km² mit dem Hauptquartier in Antequera.

## Gemeinden
| Gemeinde                    | Einwohner (2024) | Fläche km² | Dichte Einw./km² | Cod INE | Postleitzahl |
| --------------------------- | ---------------- | ---------- | ---------------- | ------- | ------------ |
| Alameda                     | 5.449            | 65,11      | 84               | 29001   | 29530        |
| Almargen                    | 1.913            | 34,36      | 56               | 29010   | 29330        |
| Antequera                   | 41.619           | 749,34     | 56               | 29015   | 29200        |
| Campillos                   | 8.499            | 187,83     | 45               | 29032   | 29320        |
| Cañete la Real              | 1.587            | 165,24     | 10               | 29035   | 29340        |
| Fuente de Piedra            | 2.958            | 90,62      | 33               | 29055   | 29520        |
| Humilladero                 | 3.360            | 34,66      | 97               | 29059   | 29531        |
| Mollina                     | 5.449            | 74,56      | 73               | 29072   | 29532        |
| Sierra de Yeguas            | 3.452            | 85,59      | 40               | 29088   | 29328        |
| Teba                        | 3.702            | 142,95     | 26               | 29089   | 29327        |
| Valle de Abdalajís          | 2.435            | 21,17      | 115              | 29093   | 29240        |
| Villanueva de la Concepción | 3.286            | 67,37      | 49               | 29902   | 29230        |
| Gerichtsbezirk Antequera    | 83.709           | 1.718,80   | 49               | –       | –            |